# فقد في الفضاء (مسلسل 2018)
فقد في الفضاء (بالإنجليزية: Lost in Space) هو مسلسل خيال علمي أمريكي وهو ريبوت لمسلسل يحمل نفس الاسم إنتاج 1965.المسلسل من إنتاج ليجنداري إنترتينمنت وتم عرض الموسم الأول على نتفليكس في 13 أبريل 2018، الموسم الثاني في 24 ديسمبر 2019 والموسم الثالث والأخير في 1 ديسمبر 2021.